# Agustín Abad
Agustín Abad (La Almolda, 14 de enero de 1714-15 de abril de 1791) fue un religioso y escritor español del siglo XVIII,
Profesó como jesuita y profesor de literatura, filosofía y teología. Desde el punto de vista religioso, ejerció los cargos de Calificador del Santo Oficio (desde 1757) y rector del seminario de nobles de Catalayud (desde 1763). Profeso muchos años en Calatayud. En 1757 era calificador de la inquisición de Aragón. Más tarde fue rector del colegio de Monte Sion en Mallorca. Desterrado a Italia en 1767, murió en Ferrara.
Entre sus obras: Compendio de la vida del Padre Francisco Suárez. Su principal obra conocida fue Vida de Don Ignacio de Loperena, seminarista del Real Seminario de Nobles de la ciudad de Calatayud. Dedicada a su titular y patrona, la Purísima Concepción de María.